# Jon Elster
Jon Elster, född 22 februari 1940 i Oslo, är en norsk sociolog och politisk filosof som har författat verk inom både samhällsvetenskapernas filosofi (engelska philosophy of social science) och rational choice-teori. Han var tidigare medlem i Septembergruppen. År 2015 utsågs han till hedersdoktor vid Linköpings universitet. 2016 tilldelades han Skytteanska priset.

## På svenska
- Ekonomi och historia från Hammurabi till Keynes, Prisma 1973, översättning Jan Wahlén
- Förnuft och rationalitet (Reason and Rationality, Princeton University Press, 2009), Daidalos 2011, översättning Henrik Gundenäs